# William Beckett
William Beckett Jr. (Libertyville, Illinois; 11 de febrero de 1985) es un músico y compositor estadounidense, conocido por haber sido el vocalista de la Banda Estadounidense The Academy Is.... Antiguamente perteneció a una banda llamada Remember Maine.

## Música
Beckett comenzó a escribir canciones por placer, ya que no le gustaba el material que estaba en la radio. Dijo en entrevista que su hermana lo encontró tocando sus canciones en el sótano y comenzó a unirse a él. Ella fue su primera audiencia y le dio su opinión honesta sobre el material que él escribía.
Antes de la formación de The Academy Is..., Beckett tocó con la banda llamada Remember Maine, lanzando el álbum The Last Place You Look cuando tenía 17 años.
Beckett ha contribuido a la voz de un notable número de álbumes de otras bandas. Ha contribuido en la voz de la pista "Sophomore Slump Or Comeback Of The Year" de Fall Out Boy del álbum de 2005, From Under the Cork Tree . También cantó en el fondo de la canción "What a Catch, Donnie" de Fall Out Boy. Otras canciones que ha contribuido en las voces de "There's A Class For This" de Cute Is What We Aim For's álbum de 2006,The Same Old Blood Rush with a New Touch y "7 Weeks" de Gym Class Heroes' del álbum As Cruel as School Children también en 2006. También ese año prestó su voz a la canción de Cobra Starship Snakes on A Plane(Bring it), y apareció en el siguiente video que se muestra en los créditos de la popular película Snakes on a Plane de la canción fue puesto en libertad en la banda sonora de la película y más tarde en el álbum de Cobra Starship While the City Sleeps, We Rule the Streets, bajo el título de (Bring It) (Snakes On A Plane) sin la película Lines.
Beckett también canta con Hey Monday crédito en la canción "Homecoming" fuera de su álbum debut "Hold on Tight".
También escribió una canción con Demi Lovato para su tercer álbum de estudio Unbroken llamada "For the love of a daughter".

## Vida personal
El 12 de octubre de 2007 nació su hijo Robin Tobias Beckett.